# María del Carmen Iglesias Parra
María del Carmen Iglesias Parra, née le 24 juin 1970, est une femme politique espagnole membre du Parti socialiste ouvrier espagnol (PSOE).

## Biographie

### Activités politiques
Le 20 décembre 2015, elle est élue sénatrice pour Ávila au Sénat et réélue en 2016. Elle est seconde vice-président de la commission des Pétitions.